# Heroes Reborn: Dark Matters
Heroes Reborn: Dark Matters è una webserie in sei parti legata alla fiction Heroes Reborn, di cui costituisce un prequel.
Con l'obiettivo di spiegare quanto avvenuto dopo la fine di Heroes e introdurre agli eventi del suo seguito, è stata pubblicata nel mese di luglio 2015, due mesi prima il debutto di Heroes Reborn, attraverso un'applicazione per dispositivi mobili Apple e con sistema operativo Android. Il 10 agosto 2015 è stata resa disponibile anche sul sito della NBC e sul relativo canale YouTube.

## Trama
Nel 2010 Claire Bennet ha svelato al mondo l'esistenza dei cosiddetti "soggetti avanzati", chiamati dai media evolved humans o con l'abbreviazione evo. Se in un primo momento la società sembra accogliere con entusiasmo tale passo dell'evoluzione umana, con molte persone che, ispirate da Claire, condividono serenamente le proprie abilità, specialmente con l'ausilio dei social network, non molto tempo dopo iniziano a manifestarsi discriminazioni sempre più gravi verso tali soggetti. Una serie di incidenti è anche l'occasione per diversi governi della Terra di adottare misure restrittive nei confronti degli evo, che negli Stati Uniti vengono schedati e monitorati dal dipartimento Homeland Security.
Nel 2013, Hero_Truther, un misterioso anonimo utente attivo su YouTube, inizia a pubblicare una serie di video per denunciare tali ingiustizie, invitando gli evo a non sottomettersi. La giovane studentessa Phoebe Frady ne trae spunto per confessare per la prima volta al fratello Quentin di avere un potere soprannaturale, che non nasconde più agli amici, attirando tuttavia l'attenzione delle forze dell'ordine, che l'obbligano a registrarsi, e del conglomerato Renautas. Il 13 giugno 2014 partecipa ad un vertice sugli evo a Odessa, città che nello stesso giorno sarà sconvolta da un attentato terroristico di cui rimangono vittime migliaia di persone.

## Personaggi e interpreti
- Quentin Frady, interpretato da Henry Zebrowski.
- Phoebe Frady, interpretata da Aislinn Paul.
- Aly, interpretata da Greta Onieogou.
- Hero_Truther / Micah, interpretato da Noah Gray-Cabey.
- Dahlia, interpretata da Nesta Cooper.
- M.F. Harris, interpretato da Clé Bennett.
- Noah Bennet, interpretato da Jack Coleman.

## Webisodi
| nº | Titolo                | Pubblicazione  | Durata |
| -- | --------------------- | -------------- | ------ |
| 1  | Where Are the Heroes? | 9 luglio 2015  | 5:38   |
| 2  | Phoebe                | 23 luglio 2015 | 7:54   |
| 3  | Registered            | 23 luglio 2015 | 7:20   |
| 4  | June 13th             | 23 luglio 2015 | 4:57   |
| 5  | Renautas              | 23 luglio 2015 | 11:30  |
| 6  | Where the Truth Lies  | 23 luglio 2015 | 5:56   |

### Where Are the Heroes?
La puntata, ambientata due anni nel passato, si apre con un video di YouTube preceduto da uno spot della compagnia Renautas, multinazionale attiva nel campo dell'alta tecnologia. Nel video, un utente anonimo, conosciuto sulla rete con il nickname Hero_Truther, denuncia come, dopo la rivelazione di Claire Bennet, si sia presto passati da una reazione positiva della società a ingiustizie e discriminazioni sistematicamente compiute contro i "soggetti avanzati", gli evo, i quali, ritenuti responsabili di vari incidenti e attentati, negli Stati Uniti sono ora obbligati ad essere registrati da un'agenzia federale e a sottoporsi ad uno screening genetico, pena l'arresto.
A guardare il video è Phoebe Frady, la quale decide di realizzarne uno sul modello di quello di Claire, con il quale mostra per la prima volta al fratello Quentin la sua abilità: manipolare luci e ombre.

### Phoebe
Phoebe vive il suo primo giorno al college, in cui fa la conoscenza della compagna di stanza Aly. Dopo aver continuato ad usare i suoi poteri, si ritrova vittima di profondi incubi notturni, ma inizia a percepire quanto più forte stia diventando la sua abilità, scoprendo infatti di essere anche in grado di assorbire la luce. 

### Registered
Un anno più tardi, Phoebe partecipa ad una manifestazione studentesca contro le discriminazioni agli evo, ai quali viene anche tolta la possibilità di ricevere borse di studio. I manifestanti si scontrano tuttavia con un altro gruppo di studenti anti-evo e Phoebe mostra la sua rabbia assorbendo la luce presente nelle vicinanze, venendo poco dopo arrestata.
Dopo essere stata sottoposta alla registrazione obbligatoria, la ragazza riceve un'offerta di lavoro da Harris, un rappresentante della Renautas. Nel finale discute con il fratello la possibilità di partecipare ad un vertice internazionale sugli evo previsto a Odessa.

### June 13th
Quentin non riesce a mettersi in contatto con la sorella e, preoccupato, si mette sulle sue tracce con Aly. Presto capisce che potrebbe essere andata al vertice di Odessa, organizzato per il 13 giugno 2014. Arrivati ad Odessa, trovano le strade intasate per l'alta affluenza di persone, e, prima che riescano ad avvicinarsi al luogo dell'evento, la città viene tramortita da una violenta esplosione. Poco più tardi, i media ne attribuiscono la responsabilità ad un'organizzazione terroristica, il cui leader sarebbe Mohinder Suresh; tra i membri sospettati di aver messo in atto l'attentanto figura anche Phoebe.

### Renautas
Qualche mese dopo, Quentin rifiuta di accettare quanto raccontato dei media e cerca di ricostruire per suo conto gli eventi di Odessa, mentre Aly prova a mettersi l'accaduto alle spalle, considerato anche che Phoebe è data per morta. Quentin chiede quindi l'aiuto di Hero_Truther, il quale lo aiuta ad infiltrarsi presso la compagnia Renautas. Dopo poche settimane troverà conferma di una sua teoria: la Renautas non sarebbe altro che una reincarnazione della Primatech Paper, la cui sede di Odessa era andata distrutta il 13 giugno.

### Where the Truth Lies
Quentin, dopo aver trovato nei server della Renautas le prove del suo coinvolgimento negli eventi del 13 giugno, scarica alcuni file per portarli di persona a Hero_Truther. Quando lo raggiunge, questi si rivela essere Micah Sanders, il quale gli rivela che Phoebe è ancora viva e tenuta prigioniera dalla Renautas. Alcuni dipendenti della compagnia che hanno seguito Quentin interrompono l'incontro e li costringono alla fuga. Rimasto da solo, Quentin decide quindi di mettersi in contatto con un ex membro dell'Impresa di cui ha scaricato dei file, Noah Bennet, convinto che con la sua esperienza possa aiutarlo a capire i piani della Renautas e a trovare la sorella. Bennet, attualmente cerca di vivere senza farsi notare, utilizzando l'identità di Ted Barnes.
La puntata si chiude con l'indicazione continua... in Heroes Reborn e i titoli di coda riferiti all'intera webserie.

## Produzione
La webserie è stata girata a Toronto poco dopo l'inizio delle riprese di Heroes Reborn, nella primavera del 2015; le scene ambientate al campus universitario sono state girate alla University of Toronto Scarborough, le scene ambientate nell'edificio della Renautes nella sede di Corus Entertainment, mentre molte altre in un'area portuale della città attrezzata per ospitare set cinematografici.